# Drosophila matilei
Drosophila matilei är en tvåvingeart som beskrevs av Léonidas Tsacas 1975. Drosophila matilei ingår i släktet Drosophila och familjen daggflugor.
Artens utbredningsområde är Kamerun.